# استیو گرانیک
استیو گرانیک (انگلیسی: Steve Granick؛ زادهٔ ۱۹۵۳) یک فیزیک‌دان اهل ایالات متحده آمریکا و از اعضای آکادمی ملی علوم و فرهنگستان هنر و علوم آمریکا است.